# Колісніченко Віра Терентіївна
Колісніченко Віра Терентіївна (нар. 23 вересня 1934, Пилява, Тиврівський район, Вінницька область — 2015, Бар, Вінницька область) — художниця декоративного мистецтва. У її творчості художні роботи створені з випалювання по дереву, намальовані фарбами, зв'язанні гачком та вишиті.

## Життєпис
Народилась Віра Колісніченко в селі Пилява на Вінниччині та з раннього віку залишилась сиротою. Закінчила 7 класів Пилявської школи.
Переїхавши до міста Бар, Вінницької області з 1957 року працювала завгоспом у дитсадку, з 1977 — малярем у райспоживспілці; з 1987 по 1995 роки — малярем-штукатуром в будівельній організації Барське ПМК-47.
У 1993 році стала співзаснавницею клубу «Подільські оденьки» при Барській районній бібліотеці. Заснуванню клубу передувала виставка випалених картин Колісніченко, яка в подальшому стала постійно діючою в мистецькому відділі бібліотеки.
В часи незалежності України починає випалювати на дереві пейзажі, натюрморти, картини. Цьому мистецтву навчалась у свого старшого сина Колісніченка Миколи.
У 2000—2004 роках проводила майстер-класи з випалювання на фанері у міській недільній молодіжній соціальній академії в місті Бар.
Померла Віра Колісніченко у місті Бар у 2015 році.

## Родина
- Син Колісніченко Микола Семенович — майстер з випалювання по дереву,
- Син Колісніченко Сегій Семенович — музикант.

## Творчість

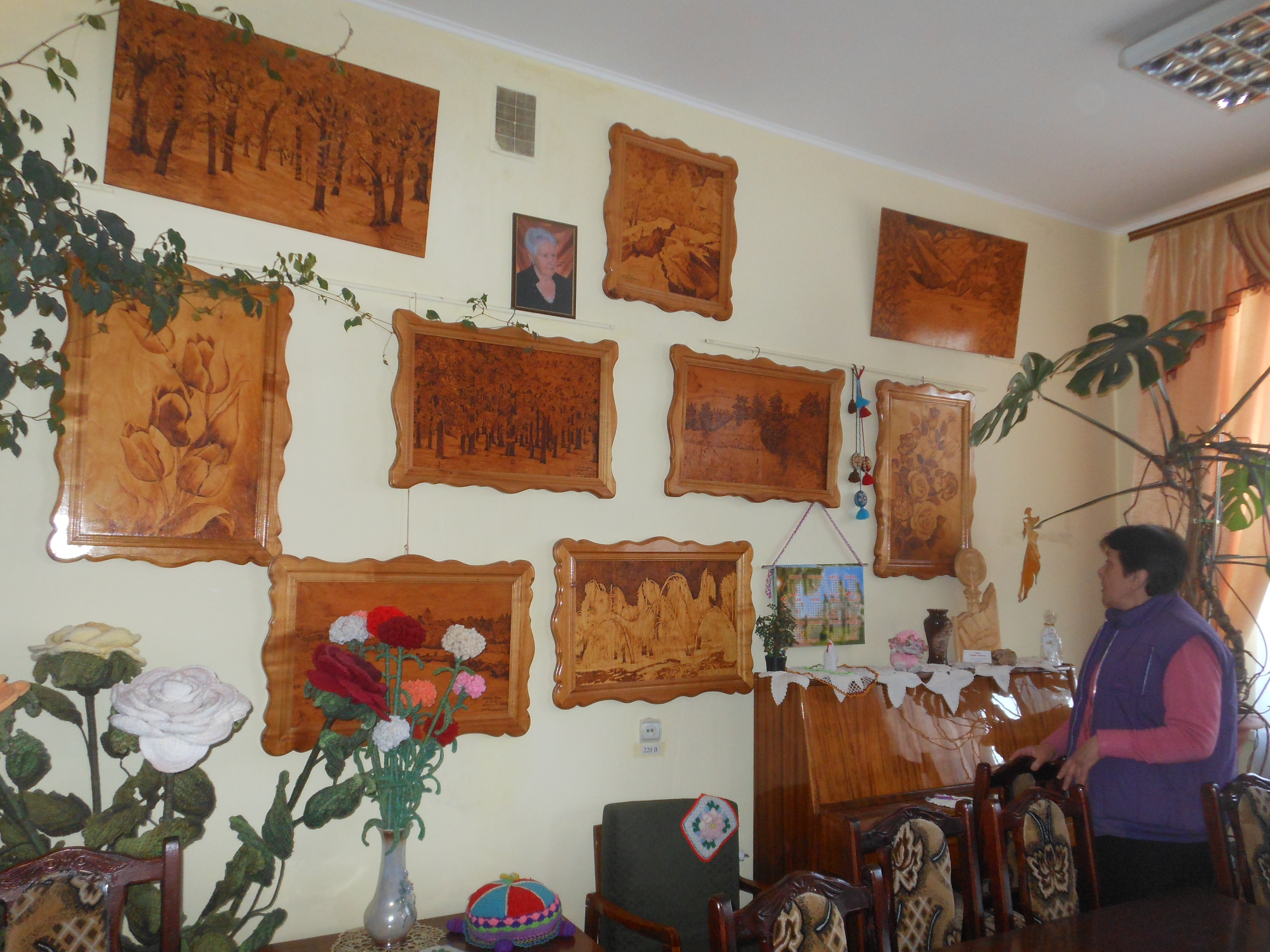
Картини Колісніченко В. Т. в Барській районній бібліотеці, 2018

До колекції творів Колісніченко Віри входять: «Рибалка» (1999), «Троянди», «Тюльпани» (обидва — 2000), «Дзвенять сонети льодової стихії» (2002, про оледеніння 2000-го року), «Краєвиди рідного краю», «Загляньте в історію міста Бар», «Річка Рів», «Окраїна чарівного лісу», «Краєвид міського парку», «Крим» (усі — 2003), «Мадонна з дитям» (2004), «Жінка з дитиною» (2006).
Багато картин присвячено релігійній тематиці. Перша картина у творчості Віри Колісніченко «Марія Магдалина».
Персональні виставки Віри Колісніченко відбулись у Барі (1993), Вінниці (2007).
Картини Колісніченко знаходяться у приватних колекціях в Чехії, Німеччині, Польщі. Одинадцять картин подаровано Барській районній бібліотеці.

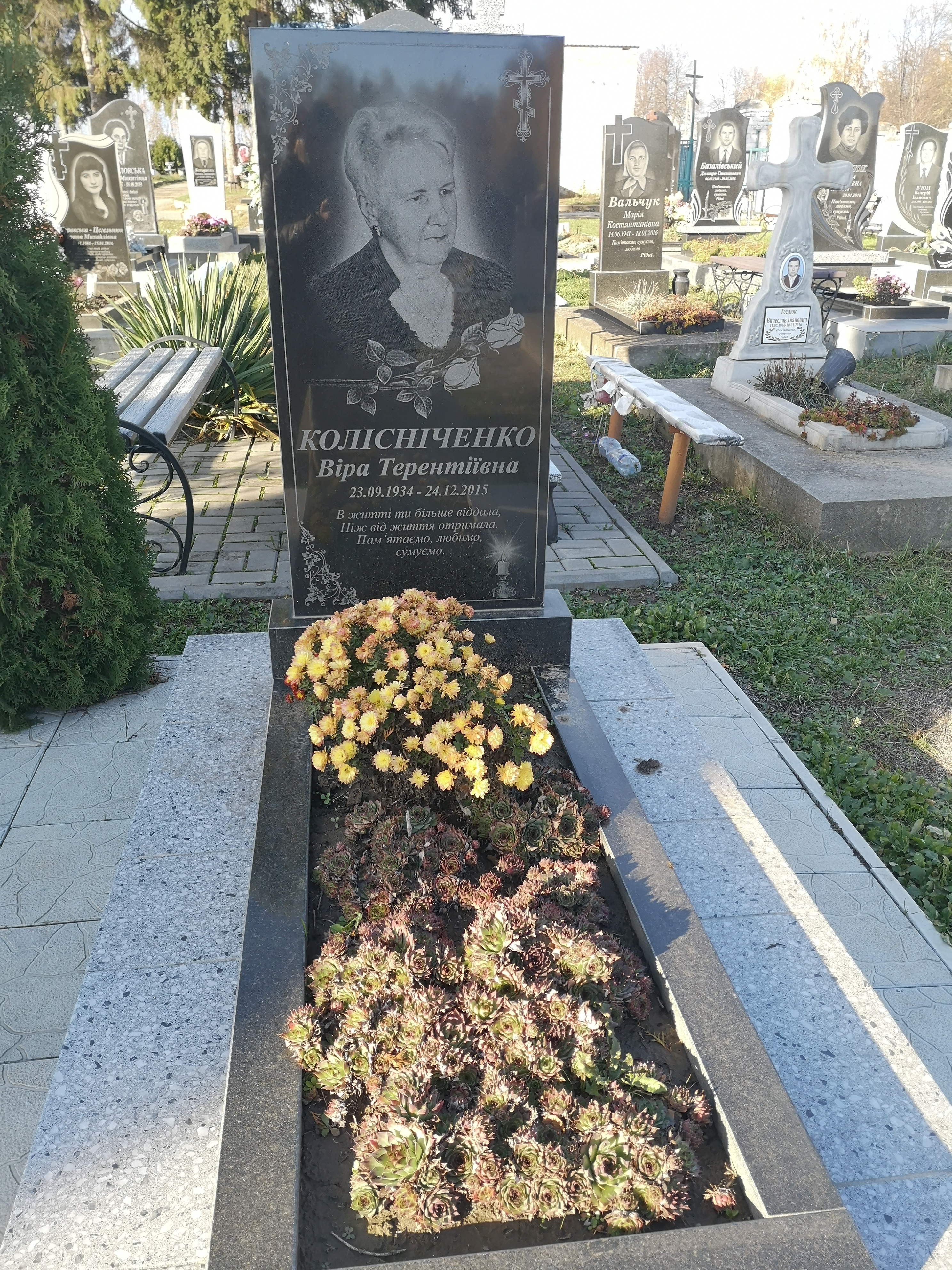
Пам'ятник Вірі Колісніченко на кладовищі у м. Бар

## Візнаки та нагороди
Нагороджена грамотою Вінницького обласного управління культури (1997), Барської райдержадміністрації (2004, 2010).
Нагороджена памятним знаком «85 років Барському району» (2008).
Отримала подяки від: Вінницького обласного управління культури (1987), Вінницького облцентру народної твочості (2002, за участь у 54-ій облвиставці образотвочого мистецтва), Барської райдержадміністрації (2001, з нагоди 600-ччя міста Бар; 2007, з нагоди 16-ї річниці Незалежності України).
Барського райцентру соціальних служб для молоді (2002, 2003, 2004),
Барської міської ради (2002, 2003, 2004).

## На телебаченні
У 1996 році візнято передачу «Дивоцвіти» Вінницького державного телебачення про святкування 2-ї річниці клубу оденькарів з ведучою Ганною Секрет, де знято помешкання майстрині з її колекцією робіт.
Фільм «Розвиток громад» на замовлення Українського фонду соціальних інвестицій включає розповідь про особистість та творчість Віри Колісніченко.